# ツェナワークス
株式会社ツェナワークス（英: ZENER WORKS Inc.）は、東京都目黒区大岡山にある、家庭用ゲーム機向けソフトの企画・開発などを行う日本の企業である。

## 概要
- 作品数は多くないが、「リトルマスター」シリーズ、「ボクと魔王」、「クロスゲート」と代表作を持つ。「ティンベア」というクマの携帯サービスも提供している。
- HSPを開発したおにたま（武田寧・技術開発責任者）が主催している「HSPプログラムコンテスト」に協賛をしている。また、その中に「総合最優秀・ツェナワークス賞」という賞がある。

## 沿革
- 1990年 - 会社設立
- 1991年4月19日 - GB版「リトルマスター ライクバーンの伝説」発売。発売元：徳間書店インターメディア（TIM）
- 1992年3月27日 - GB版「リトルマスター2 雷光の騎士」発売。発売元：徳間書店インターメディア
- 1993年 - ゲームボーイ誌にて読者の選ぶ最優秀ソフト（ゲームボーイ部門にて）1位を獲得。
- 1995年 - SFC版「リトルマスター〜虹色の魔石〜」発売前人気ランキング3位（ファミコンマガジン）、9位（theスーパーファミコン）

6月30日 - SFC版「リトルマスター」発売。発売元：徳間書店インターメディア
ファミコンマガジンリーダーズランキングで95年度発売スーパーファミコンソフト、全238本中8位になる
- 2001年3月15日 - PS2版「ボクと魔王」発売。発売元：SCE
- 2002年12月13日 - 「クロスゲート（CROSSGATE POWER UP KIT 竜の砂時計）」グラフィックス・キャラクターデザイン
- 2005年10月27日 - 「ツバサ・クロニクル」（制作:アリカ＆キャビア）発売のアイコンデザイン、制作協力。また、スペシャルサンクスの一人に川野忠仁。
- 2007年  - Windows版「プロ野球チームを作ろう!ONLINE」サービスイン。共同開発元：ツェナネットワークス　発売元：セガ
- 2009年4月1日 - ニンテンドーDSiウェア「くるくるアクション くるパチ6」 発売。発売元：任天堂

6月18日 - PSP版「銃声とダイヤモンド」発売。発売元：SCE

## ツェナネットワークス
ツェナネットワークス株式会社（英: Zener Net Works Inc.、2000年7月設立、代表取締役 後藤滋）がツェナワークスと同所に所在している。
同社の主な実績は『実録 鬼嫁日記 仕打ちに耐える夫の理不尽体験アドベンチャー』（2006年／PSP／開発）、『プロ野球チームをつくろう! ONLINE』（2007年／Windows／ツェナワークスと共同開発）、『アナタヲユルサナイ』（2007年／PSP／キャビアと共同開発）など。